# Punkttorngräshoppa
Punkttorngräshoppa (Tetrix bipunctata) är en art i insektsordningen hopprätvingar som tillhör familjen torngräshoppor. 

## Kännetecken
Punkttorngräshoppan har en kroppslängd på 7 till 11 millimeter. Färgteckningen är ganska variabel och både ljusare och mörkare färgformer förekommer, liksom både kortvingade och långvingade individer.

## Utbredning
I Europa har den kortvingade formen en sydligare utbredning än den långvingade, men den finns även i Belgien och Tyskland. Den långvingade formen är den vanligaste i Skandinavien, norra Ryssland, norra Alperna och norra Frankrike, men finns också i Belgien och Tyskland.